# تقرير حالة الأمهات حول العالم الخاص بمنظمة أنقذوا الأطفال
تقرير منظمة إنقاذ الطفولة لوضع الأمومة العالميهو تقرير سنوي يتم إصداره بواسطة منظمة إنقاذ الطفولة بالولايات المتحدة الأمريكية، والذي بدوره يقوم برصد الاحصائيات المرتبطة بالرعاية الصحية المقدمة للنساء والأطفال، ووضع أمهات العالم، وذلك بغرض ترتيب 170 دولة حول العالم؛ لإظهار أكثر الدول أهتماما بوضع الأمومة، وصولاً إلى أسوء الدولة حيث تواجه الأمومة العديد من الصعوبات هناك، وينعكس هذا الأمر على ترتيب الدول في مؤشر الأمومة الذي يتم إصداره سنوياً منذ عام 2000.
وقد ركز تقرير 2014 على إنقاذ الأمومة والطفولة خلال الأزمات الإنسانية. وقد وجد هذا التقرير أن ما يقرب من نصف الثمانمئة حالة من موت الأطفال والأمهات خلال الولادة التي تحدث عالميا، تقع في البيئات الهشة والتي تواجه مخاطر عالية بنشوب الصراعات، والتي هي أيضا أكثر تأثراً بأثار الكوارث الطبيعية.
وقد قام التقرير بوضع فنلندا في صدارة المؤشر، بينما تذيلت الصومال التي تقع في منطقة القرن الأفريقي الترتيب وحلت محل جمهورية الكونغو الديمقراطية، باعتبارها أسوء دولة في العالم للأمهات. وقد تراجعت الولايات المتحدة بدرجة عن العام السابق حيث أحتلت المرتبة الواحدة والثلاثون. وقد اظهرت الأحصائيات أن أمرأة من بين كل سبعة وعشرين أمرأة تلد في الدول التي تتذيل الترتيب هي معرضة لخطر الموت لأسباب مرتبطة بالحمل.بالإضافة غلى ذلك فإن كل طفل من سبعة أطفال هو أو هي معرضين لخطر الموت قبل الوصول إلى سن الخامسة.

## الاستنتاجات الرئيسية لتقرير منظمة إنقاذ الطفولة لوضع الأمومة العالمي لعام 2014
- أكثر من 60 مليون أمرأة وطفل بحاجة للمساعدات الإنسانية خلال هذا العام.
- لقد عمل كل من العنف والصراعات على تشريد عدد كبير من العائلات خلال هذا العام أكثر من أي وقت سايق.
- منذ صدور مؤشر وضع الأمهات في العالم خلال عام 2000، فإن أغلب الدول التي تقبع في مؤخرة الترتيب هي دول تعاني من أزمة إنسانية طارئة سواءا تقبع بمنتصف هذه الأزمة أو من المحتمل أن تتعرض لها في القريب العاجل.
- ولقدت نتج عن الحرب الأهلية في جمهورية الكونغو الديمقراطية تعرض كل من النساء والأطفال للعديد من الانتهاكات، وهو ما أدى لفقد 5.4 مليون من الأطفال والنساء لحياتهم. وعلى الرغم من ذلك فإن معظم حالات الوفاة لم تقع في ميادين القتال وإنما هي نتيجة لأسباب كان يمكن الوقاية منها ومنعها مثل الوفيات الناتجة عن انتشار الأوبئة والأمراض مثل الملاريا والإسهال والالتهاب الرئوي والأمراض الناتجة عن الولادة المبكرة وسوء التغذية.
- ولقد آثرت الحرب الأهلية بسوريا بشكل محزن على وضع الطفولة والأمومة هناك، حيث أضطر ما يقرب من 1.3 مليون طفل و 650000 أمرأة للهرب من الصراع، والبقاء كلاجئين في دول الجوار. بينما يحتاج ما يزيد عن تسعة ملايين سوري داخل البلاد إلى العديد من المساعدات الإنسانية العاجلة.
- ولقد أٌختبر الصمود الفلبيني عندما تعرضت البلاد لعدد من حالات الطوارئ المتواترة. فخلال الثامن من نوفمبر لعام 2013، شهدت البلاد وقوع إعصار هاييان وهو أحد أكثر الأعاصير التي شهدتها البلاد تدميراً. وقد أدى الأعصار لمقتل ستة ألاف شخص بالإضافة إلى تعطيل أكثر من 2000 مستشفى وعيادة صحية، ناهيك عن تدمير عدد لا نهائي من السجلات الطبية ونظم عمل الحاسب الآلي.
- وفي الولايات المتحدة على الرغم من تعلم الكثير من الدروس عقب إعصار كاترينا السابق وعدد من الكوارث الطبيعية الآخرى التي البلاد مؤخرا، ولكن مازال هناك عجز كبير في التخطيط للتعامل مع الطوارئ والإجراءات الاحترازية المرتبطه. وعلى الرغم من اختلاف أوضاع الأمومة والطفولة في الولايات المتحدة عن نظيراتها في الدول النامية ومتوسطة الدخل، إلا إنه مازال هناك العديد من التحديات المرتبطة بتقديم الخدمات الصحية والأساسية خلال الأزمات الإنسانية للأمهات والأطفال الأكثر حاجة لهذا النوع من الخدمات.

## الاستنتاجات الرئيسية لتقرير منظمة إنقاذ الطفولة لوضع الأمومة العالمي لعام 2013
وقد قدرت التحليلات الأولية التي قامت بها منظمة إنقاذ الطفولة بأن خلال الشهر الأول من حياة الطفل، يمكن إنقاذ ما يقدر بأكثر من مليون طفل رضيع عن طريق توفير العديد من المنتجات التي سيتم ذكرها على النظاق العالمي، والذي يكلف ما يقدر ب 13 سنت و 6 دولارات للمنتج الواحد، وتتمثل المنتجات في:
1. حقن التنشيط التي تعطي خلال حالات الولادة المبكرة من أجل تقليل احتمال الوفاة للطفل المولود مبكرا نتيجة لعدم اكتمال نموه.
2. أجهزة الأنعاش من أجل إنقاذ الأطفال غير القادرين على التنفس عند الولادة.
3. توفير المطهرات اللازمة من أجل منع التهاب وتلوث منطقة الحبل السوري للطفل حديث الولادة، بالإضافة إلى توفير حقن المضادات الحيوية لعلاج تسمم حديثي الولادة والالتهاب الرئوي.[6]

## الاستنتاجات الرئيسية لتقرير منظمة إنقاذ الطفولة لوضع الأمومة العالمي لعام 2012
- لا يحصل العديد من الأطفال على التغذية المناسبة التي هم بحاجة إليها خلال أول ألف يوم لهم في هذه الحياة. ويعد سوء التغذية من أكثر الظواهر انتشارا والتي من شأنها أن تحد من النجاحات المستقبلية لكل من الأطفال وبلدانهم على حد سواء. ولا يمكن حل مشكلة سوء التغذية بالاعتماد فقط على النمو الاقتصادي.
- يتم إنقاذ ملايين الأطفال  بشكل دوري بواسطة العاملين في مجال الصحة.
- ويمكن أعتبار المجتمع الأمريكي بأنه أقل المجتمعات الصناعية تفضيلا للأمهات المرضعات على مستوى العالم.
- ويحتل العشر مراكز الأولى داخل المؤشر كل من: النرويج، آيسلندا، السويد، نيوزيلندا، الدنمارك، فنلندا، أستراليا، بلجيكا، هولاندا، المملكة المتحدة.
- بينما أحتلت الدول الآتية المراكز العشر الآخيرة في تقرير 2012(بداية من 155 وصولا إلى 164): جمهورية الكونغو الديمقراطية، جنوب السودان، السودان، تشاد، إرتريا، مالي، غينيا بيساو، اليمن، أفغانستان، النيجر.[7]

### إحصائيات هامة
- يحدث عالميا ما يقرب من 2.6 مليون حالة وفاة للأطفال سنوياً بسبب سوء التغذية
- يشكل الأطفال المصابين بألتقزم (هم الأطفال الذين أصيبت أدمغتهم وأجسادهم بأضرار بالغة لا يمكن علاجها بسبب سوء التغذية) نسبة تقترب من 27% من عدد الأطفال حول العالم أي ما يقرب من 171مليون طفل.
- تُقدر الأحصائيات أيضا تجاوز الأطفال الذين تم إرضاعهم بشكل طبيعي الشهور الأولى من حيواتهم دون الإصابة بأى أمراض بنسبة ستة أضعاف؛ وذلك إذا ما تمت مقارنتهم بالأطفال الآخرين الذين لم يتم إرضاعهم بشكل طبيعي.
- معدلات ألتقزم خلال الأشهر الإثني عشرة الأولى للأطفال القابعين في الدول النامية حول العالم يمكن خفضها بنسبة 20%، وذلك في حالة تلقي هؤلاء الأطفال للتغذية السليمة من خلال تناول الأغذية الصلبة بالإضافة إلى الرضاعة الطبيعية.
- إذا تم الاعتماد على الرضاعة الطبيعية لتغذية الأطفال بشكل موسع، فإن هذا سيمنع حدوث ما يقرب من مليون حالة وفاة للأطفال كل عام؛ وهذا يعود إلى الدور الكبير الذي تلعبه الرضاعة الطبيعية، حيث تمثل الطريقة الأمثل بحماية العديد من الأرواح.
- وفي المتوسط، يحصل البالغين الذين عانوا من سوء التغذية آثناء الصغر على دخل أقل بنسبة 20% من هؤلاء الذين لم يعانوا من سوء التغذية.
- تؤثر أزمة سوء التغذية في الدول النامية بالسلب على الناتج المحلي الإجمالي لهذه الدول حيث قد تصل نسبة الخسائر إلا ما يقرب من 1-2% سنويا.
- تسبب أزمة سوء التغذية العالمية خسائر سنوية تصل إلى 20-30 مليون دولار.
- تصل نسبة ألتقزم بثلاثنين دولة حول العالم إلى ما يقرب من 40% أو أكثر من تعدادها السكاني.[7]

#### أنماط سوء التغذية
التقزم هي عبارة عن نقص في قامة الطفل إذا ما تم مقارنة قامته بعمره الفعلي. هذا الخلل في النمو ينتج عن سوء التغذية وشيوع أصابة الطفل بالعدوى البكترية. غاليا ما يصاب الطفل بألتقزم قبل بلوغه للثانية من عمره، حيث يصبح من الصعب علاج آثار هذا المرض. علامات المرض تتضمن: تأخر عام في الوظائف الحركية، ضعف القدرات المعرفية، بالإضافة إلى ضعف الأداء المدرسي للطفل.
- 27% من الأطفال حول العالم مصابون بألتقزم.

الهزال هو عبارة عن نقص واضح  في وزن الطفل إذا ما تم مقارنة وزنه بعمره الفعلي، ويصاب الأطفال بالهزال وضعف الوزن بسبب سوء التغذية الحاد. ويعد الهزال مؤشر واضح لإمكانية تعرض الطفل للوفاة خاصة إذا ما كان أقل من خمسة سنوات، وهو نتيجة مباشرة لنقص الغذاء وانتشار الأوبئة.
- 10% من الأطفال حول العالم مصابون بالهزال.

النحافة هو عبارة عن نقص واضح  في وزن الطفل إذا ما تم مقارنة وزنه بعمره الفعلي. يمكن أن تشير النحافة إلى إصابة الطفل سواء بألتقزم أو الهزال أو الاثنين معاً. ولكن يجب الإشارة إلى أن قصر القامة خلال الصغر (ألتقزم) من الصعب علاجه خلال الكبر، بينما نقص الوزن يمكن أن يعالج خلال مراحل آخرى من حياة الطفل.
أكثر من مئة مليون طفل حول العالم مصابين بالنحافة.
- 19% من حالة وفاة الأطفال مرتبطة بالنحافة.

#### نقص المغذيات الدقيقة
هو عبارة عن عدم حصول الطفل على العناصر الغذائية الرئيسية  كالفيتامينات أو المواد المعدنية، مثل فيتامين (أ)، عنصر الحديد والزنج. وهو نتيجة لسوء التغذية الذي يمتد لفترات زمنية طويلة، ومن الممكن أن تسبب الإصابة بالفيروسات المتنقلة هذا النقص.
- ترتبط 10% من وفيات الأطفال في العالم بنقص المغذيات الدقيقة.[7]

#### التغذية خلال أول 1000 يوم من حياة الطفل
يوجد ما يقرب من 171 مليون طفل حول العالم، أي ما يمثل نسبة 17% من إجمالي عدد الأطفال حول العالم، ليس من المتوقع لهم أن يخققوا اى نوع من الإنجاز خلال فترات حياتهم، وذلك لا يمكن إرجاعه لتواضع قدراتهم الجسدية؛ وإنما يعود ذلك بشكل رئيسي إلى عدم اكتمال قدراتهم العقلية نتيجة لسوء التغذية التي حصلوا عليها خلال سنوات حياتهم الأولى.
يموت سنوياً ما يقرب من 2.6 مليون طفل و 100 ألف أمرأة كنتيجة لسوء التغذية.
يؤثر سوء التغذية بالسلب على الجهاز المناعي حيث يعمل على إضعافه، وهو ما يؤدي لجعل الأطفال أكثر عرضة للإصابة بأمراض الإسهال والالتهاب الرئوي، كما إن ضعف المناعة من شأنه أن يضعف من تأثير المضادات الحيوية والأدوية التي تستخدم لحفظ حيوات هؤلاء الأطفال.
خلال أول ألف يوم من حياة الطفل وهي تلك الفترة الحرجة من حياته، تساهم التغذية الجيدة في تنمية وتطوير قدرات الطفل العقلية والجسدية على حد سواء.
واحد من بين كل أربعة أطفال حول العالم يعاني من سوء التغذية الحاد، مما يؤدي لإصابته بألتقزم.

#### صحة الأطفال لدى مؤشر الأمومة العالمي
من بين بحث وتمحيص الوضع في 171 دولة، تتربع أيسلندا على قمة المؤشر بينما تتذيل الصومال هذا الترتيب.
- يتمتع كل طفل بأيسلندا بكل من تعليم وصحة جيدة.
- على صعيد آخر نجد أن الأطفال في الصومال هم أكثر الأطفال عرضة حول العالم للوفاة خلال مراحل الطفولة المبكرة، ففي المتوسط يموت طفل صومالي من بين ستة أطفال هناك قبل الوصول إلى سن الخامسة.
- حوالي ثلث الأطفال الصومالين يعانون من سوء التغذية الحاد.
- يتعذر على 70% من أطفال الصومال الحصول على مياه نظيفة وصحية.
- طفل أو أقل من بين ثلاث أطفال هناك يمكن لهم الحصول على التعليم من خلال الالتحاق بالمدارس هناك، ويتضاعف عدد الذكور عن الإناث، بمعدل طفلين من الذكور لكل طفلة.[7]

#### «المنقذات الست للحياة»
تشير الإحصائيات إلى أن ما يقرب من نصف الأطفال في العالم لا يحصلون على المنقذات الست للحياة والذين يتمثلوم في المقويات والرضاعة الطبيعية، فيتامين (أ)، الزنك، والنظافة الشخصية.
- على النطاق العالمي، يمكنن أن نجد أن أكثر من مليوني طفل يمكن أن يتم إنقاذ حيواتهم عن طريق إتاحة منقذات الحياة الست لهم.
- معدلات سوء التغذية تصل إلى ذروتها خلال فترة التي يحتاج بها الطفل للرضاعة الطبيعية كمصدر أولي وأوحد للغذاء له.

فيتامين (أ)
- ما يقرب من 190 مليون طفل لم يصلوا لسن الالتحاق بالمدرسة لا يحصلون على قدر كافي من فيتامين (أ).
- ما يقرب من 19 مليون أمرأة حامل لم يتمكنوا من الحصول على قدر كافي من فيتامين (أ) أيضا.
- تساهم عدم القدرة على الحصول على فيتامين (أ) بقدر كافي للأفراد في وفاة ما يقرب من 1.3 مليون فرد، وذلك نتيجة لإصابتهم بأمراض كالإسهال، بينما تصل حالات الوفاة الناتجة عن الحصبة إلى 118 ألف حالة وفاة سنوياً.
- نقص فيتامين (أ) قد يؤدي للإصابة بالعمى النصفي والكلي.
- حصول الطفل على حصتين من فيتامين (أ) يساعد على تقليل معدل وفياة الأطفال بنسبة 2% سنوياً، وذلك مع الأخذ في الاعتبار أن يبلغ ثمن الحصة الواحدة ما يقدر بسنتين أمريكين.

الزنك
- يبلغ ثمن الشريط الواحد من الزنك حوالي سنتين أمريكين، بينما يبل
- يبلغ ثمن الحصة العلاجية الكاملة منه اللازمة للإستشفاء من مرض الإسهال حوالي 30 سنت أمريكي.
- هناك أحصائيات تقدر أن حوالي 4% من وفيات الأطفال يمكن منعها من خلال علاج الإسهال عن طريق استخدام الزنك.

النظافة الشخصية
- قد يساهم غسل الأيدي بالصابون يوميا في منع الإصابة بالإسهال والالتهاب الرئوي، وهما المرضان اللذان يتسببان معا في وفاة ما يقرب من 2.9 مليون طفل كل عام.
- تشير الدراسات أيضا إلى أن 3% من وفيات الأطفال يمكن تجنبها إذا تمكن الأطفال من الحصول على المياه النظيفة، بالإضافة إلى تحسين البنية التحتية لنظم الصرف الصحي، بجانب النظافة الشخصية.

الرضاعة الطبيعية
- تعد الرضاعة الطبيعة أحد أهم أساليب التغذية الفعالة التي تنقذ حيوات ملايين من الأطفال، حيث تساهم الرضاعة الطبيعية في منع حدوث ما يقرب من مليون وفاة للأطفال حديثي الولادة كل عام.
- في الدولة النامية، نجد أن الأطفال الحاصلين على الرضاعة الطبيعية تتضاعف فرصهم بالنجاة خلال الستة أشهر الأولية ستة مرات ضعف نظرائهم الذين لا يحصلون على هذا النوع من التغذية.
- تم تقدير أن انخفاض معدلات الرضاعة الطبيعية في الولايات المتحدة، أدت لمضاعفة تكلفة الرعاية الصحية بحوالي 13 مليار دولار.[7]

## مؤشر وضع الأمومة العالمي لعام 2012
النرويج
في النرويج تحرص الدولة على توفير موظفي صحة على أعلى قدر من الاحترافية والتدريب، خلال كل حالة ولادة تحدث هناك.
في المتوسط، الفتاة التي تعيش في النرويج من المتوقع لها أن تحصل على خدمات تعليمية رسمية وصولاً إلى سن الثامنة عشر، كما أن متوسط عمر النساء هناك يصل إلى 83 عاما.
تستخدم ما يقرب من 82% من النساء في النرويج وسائل متعددة لمنع الحمل.
فقط عائلة واحدة من بين 175 عائلة من المتوقع لهم أن يخسروا طفلهم قبل وصوله إلى سن الخامسة.
النيجر
- ثلثي فقط من حالات الولادة هناك  يشرف عليها عدد من العاملين في المجال الصحي.
- من المعتاد في النيجر أن تحصل الفتيات على أربع سنوات من التعليم الرسمي، بينما نجد أن متوسط عمر النساء هناك يصل إلى عمر الخامسة والستين.
- 5% فقط من النساء في النيجريستخدمون وسائل لمنع الحمل.
- طفل من بين خمسة أطفال في  النيجر معرضين للوفاة قبل وصولهم إلى سن الخامسة، وهو ما يعني أن كل أم داخل أفغانستان من المتوقع أن تخسر طفل.

## مؤشر وضع الأمومة العالمي لعام 2011
النرويج
- يحضر جميع عمليات الوضع والولادة موظفي صحة محترفين، وذلك بالمقارنة بأفغانستان الذي يقتصر حضور طاقم طبي ل14% من حالات الوفاة فقط.
- في المتوسط، الفتاة التي تعيش في النرويج من المتوقع لها أن تحصل على خدمات تعليمية رسمية وصولاً إلى سن الثامنة عشر، كما أن متوسط عمر النساء هناك يصل إلى 83 عاما.
- تستخدم ما يقرب من 82% من النساء في النرويج وسائل متعددة لمنع الحمل.
- فقط عائلة واحدة من بين 175 عائلة من المتوقع لهم أن يخسروا طفلهم قبل وصوله إلى سن الخامسة.

أفغانستان
- من المعتاد أن تحصل الفتيات الأفغانيات على أقل من خمس سنوات من التعليم، ومن المتوقع أن لا يصل أغلبهم إلى عمر الخامسة والأربعون.
- تتمكن أقل من 16% من النساء الأفغانيات من أستخدام وسائل منع الحمل.
- طفل من بين خمسة أطفال في أفغانستان معرضين للوفاة قبل وصولهم إلى سن الخامسة، وهو ما يعني أن كل أم داخل أفغانستان من المتوقع أن تخسر طفل.

## الاستنتاجات الرئيسية لتقرير منظمة إنقاذ الطفولة لوضع الأمومة العالمي لعام 2010
يعجز عدد كبير من دول العالم عن توفير خدمات الرعاية الصحية الأساسية اللازمة لإنقاذ حياة الأمهات والأطفال.
تلعب عاملات الصحة دورا هاما في إنقاذ حياة العديد من النساء والأطفال حديثي الولادة كانوا، أم في مقتبل العمر.
الاهتمام بالاستثمار في مجال إعداد العاملات من النساء في قطاع الخدمات الصحي من شأنه أن يؤدي إلى العديد من النتائج الإيجابية الهامة في مجال تقديم الخدمات الصحية خاصة في المناطق النائية والمعزولة.
أفضل إجراءات الوقاية الصحية يجب أن تبدأ من المنزل.
شهدت الدول التي يقود فيها عدد كبير من النساء عملية الرعاية الصحية هناك، انخفاض كبير في معدلات الوفيات المرتبطة بالولادة وبالأطفال حديثي والولادة، وبنقص النمو لدى الأطفال.